# Paris–Roubaix Juniors
Paris-Roubaix Juniors (auch: Le Pavé de Roubaix) ist ein französisches Straßenradrennen für Juniorenfahrer.
Der Wettbewerb ist die Juniorenversion von Paris–Roubaix, einem Monument des Radsports. Es wurde erstmals im Jahr 2003 ausgetragen und findet traditionell am Tag des Hauptrennens statt. Startort war zuletzt Lecelles, Ziel die Radrennbahn von Roubaix. Das Rennen gehört seit dem Jahr 2007 zum UCI Men Juniors Nations’ Cup.
Nachdem der Veranstalter des Juniorenrennens, der VC Roubaix, im Februar 2019 mitteilte, dass die Ausgabe des laufenden Jahres aufgrund von fehlenden Sponsorengeldern in Höhe von 10.000 Euro drohte auszufallen, initiierte Degenkolb eine Spendenkampagne auf der Plattform GoFundMe und spendete selbst 2.500 Euro. Der erforderliche Betrag war binnen eines Tages gesichert; darüber hinausgehende Gelder wurden für Les Amis de Paris-Roubaix verwendet.

## Palmarès
| Jahr | Sieger                   | Zweiter              | Dritter             |          |
| ---- | ------------------------ | -------------------- | ------------------- | -------- |
| 2003 | Anthony Colin            | David Deroo          | Bram Wind           |          |
| 2004 | Geraint Thomas           | Ian Stannard         | Toon Declercq       |          |
| 2005 | Michael Bär              | Klaas Lodewyck       | Jérôme Baugnies     |          |
| 2006 | Raymond Kreder           | Dries Ingels         | Sven Vandousselaere |          |
| 2007 | Fabien Taillefer         | Jens Debusschere     | Paolo Locatelli     |          |
| 2008 | Andrew Fenn              | Peter Sagan          | Etienne Fedrigo     |          |
| 2009 | Guillaume Van Keirsbulck | Arnaud Démare        | Barry Markus        |          |
| 2010 | Jasper Stuyven           | Daniel McLay         | Lawson Craddock     |          |
| 2011 | Florian Sénéchal         | Alexis Gougeard      | Maarten van Trijp   |          |
| 2012 | Mads Würtz Schmidt       | Anthony Turgis       | Jonathan Dibben     |          |
| 2013 | Mads Pedersen            | Nathan Van Hooydonck | Tao Geoghegan Hart  |          |
| 2014 | Magnus Bak Klaris        | Casper Pedersen      | Enzo Wouters        |          |
| 2015 | Bram Welten              | Pascal Eenkhoorn     | Stan Dewulf         |          |
| 2016 | Jarno Mobach             | Nils Eekhoff         | Tanguy Turgis       |          |
| 2017 | Thomas Pidcock           | Daan Hoole           | Mathias Larsen      |          |
| 2018 | Lewis Askey              | Samuele Manfredi     | Mattias Skjelmose   |          |
| 2019 | Hidde van Veenendaal     | Hugo Toumire         | Lars Boven          |          |
| 2020 | abgesagt                 | abgesagt             | abgesagt            | abgesagt |
| 2021 | Stian Edvardsen-Fredheim | Alec Segaert         | Per Strand Hagenes  |          |
| 2022 | Niels Michotte           | Romet Pajur          | Léandre Lozouet     |          |
| 2023 | Matys Grisel             | Oscar Chamberlain    | Theodor Storm       |          |